# Ли Бо
Ли Бо (на китайски: 李白) е китайски поет от епохата на династията Тан. Наред със своя съвременник Ду Фу, той често е определян като най-значимия поет в китайската литература. До днес са запазени около 1000 негови стихотворения.
Ли Бо е известен с екстравагантното си въображение и странните, повлияни от даоизма, образи в неговата поезия. В сферата на китайското културно влияние той е високо ценен от епохата Тан до наши дни. През 20 век влиянието му достига и до Запада чрез различни преводи и адаптации.

## Име
| Имена           | Имена                       |
| --------------- | --------------------------- |
| Китайски:       | 李白                        |
| Пинин:          | Lǐ Bái или Li Bó            |
| Уейд-Джайлс:    | Li Po или Li Pai            |
| Среднокитайски: | Lǐ Bhæk                     |
| Кантонски:      | Léih Baahk                  |
| Японски:        | Ri Haku (り はく / リ ハク) |
| Корейски:       | 이백 или 이태백             |
| Дзъ:            | Tàibái 太白                 |
| Хао:            | Qīnglián Jūshì 青蓮居士     |
| Виетнамски:     | Lý Bạch                     |

Ли (李) е фамилното име на поета, а личното му име 白 се произнася като Бо или Бай. В разговорния мандарин обичайното произношение на думата е Бай, но литературната форма на името, вероятно по-близка до оригиналното произношение, е Бо. Официалното му име е Тайбо (太白), буквално „Велико Бяло“, препратка към планетата Венера. При съчетаването на фамилното и официалното име се получават различни варианти на транскрибираното име, като Ли Тай Бо, Ли Тай Бай, Ли Тайбо и други.
Ли Бо понякога е наричан и с псевдонимите Цинлиен Дзюшъ (青莲居士, буквално „Глава на дома на Небесносиния лотос“), Шъсиен (詩仙, „Поета безсмъртен“), Дзиусиен (酒仙, „Винения безсмъртен“, Джъсиен (謫仙人, „Безсмъртния в изгнание“) и Шъся (詩俠, „Поета герой“). На японски името му е Ри Хаку (李白).
Оригиналното произношение на името е трудно да бъде реконструирано и изисква сложен лингвистичен анализ на среднокитайския език. Според някои изследователи през епохата на Тан името се е произнасяло като Ли Бхек (Lǐ Bhæk).

## Биография
Основният източник на сведения за живота на Ли Бо са двете класически хроники на империята Тан „Таншу“ и „Син Таншу“. Допълнителен източник са някои свидетелства от стиховете на самия Ли Бо, както и от посветени на него стихове на други автори от това време.

### Ранни години
Смята се, че Ли Бо е роден през 701 година. Според една от хипотезите за раждането му, то става някъде в Централна Азия. Според някои източници, малко след 610 година, по времето на династията Суей, предците на Ли Бо е трябвало да се изселят инкогнито от днешната провинция Гансу на някакво място още по на запад, вероятно укривайки се след извършено престъпление. Някои изследователи, че самият Ли Бо е роден на запад, в град Суяб в днешен Киргизстан. Според друга хипотеза, която се основава на две свидетелства на неговите съвременници Ли Янбин и Фан Чуанджън, Ли Бо е роден в югоизточната част Гансу.
Според легендата, докато е бременна с него, майката на Ли Бо сънува голяма бяла звезда, падаща от небето. Тя допринася за по-късното вярване, че той е безсмъртен, прогонен от небесата. Голямата бяла звезда се свързва с Венера, което обяснява и официалното му име Тайбо.
През 705 година, когато Ли Бо е на четири години, баща му тайно се премества заедно със семейството си в областта Дзяньоу, край град Чънду в съвременен Съчуан, където поетът прекарва детството си.
Младият Ли Бо чете много, включително класически конфуциански произведения, като „Шъдзин“ и „Шудзин“, но също и различни астрологични и метафизически текстове, които конфуцианците отбягват. Той се занимава и с други дейности, като дресиране на диви птици и състезания с мечове, като изглежда придобива добри умения в бойните изкуства. Преди да навърши двадесет години той вече е убил в бой няколко мъже.
През 720 година Ли Бо се среща с управителя Су Тин, който го определя като гениален. Макар че изразява желание да стане държавен служител, той така и не полага държавния изпит къдзюй и не става част от съсловието на мандарините.

### Първи пътешествия
Около 725 година Ли Бо напуска Съчуан и заминава по река Яндзъ през езерото Дунтин до Нандзин, поставяйки началото на продължителните си странствания, които продължават с малки прекъсвания до края на живота му. След Нандзин той се връща нагоре по Яндзъ в Юнмън в днешен Хубей, където се установява за кратко, след като се жени за внучка на Сю Юшъ бивш канцлер на императора. По време на първото си пътуване той се запознава с много знаменитости на епохата и пропилява голяма част от богатството си.
През 730 година Ли Бо се установява в планината Джуннан край Чанан, столицата на империята Тан, опитвайки се безуспешно да получи държавна служба. На връщане към дома си той посещава Луоян и Тайюен. През 735 година Ли Бо е в Шанси, където се намесва пред военен съд в полза на обвинения Гуо Дзъи, който по-късно ще стане един от главните военачалници на империята и от своя страна ще помогне на Ли Бо по време на въстанието на Ан Лушан.

### В Шандун и Чанан
Около 740 година Ли Бо се премества в Шандун, където става един от Шестимата безделници от бамбуковия поток, неформална група, отдадена на литературата и виното. Той обикаля района на Джъдзян и Дзянсу, където се сприятелява с известния даоистки свещеник У Юн. През 742 година У Юн е извикан в императорския двор, където споделя възхищението си от Ли Бо.
В периода 742 – 744 г. Ли Бо се радва на привилегията на дворцов поет в столицата Чанан, но после възобновява скитническия си живот. Той официално се обявява за даоист и се установява в Шандун, въпреки че продължава да пътува и през следващите години, не спирайки да пише стихове.
През есента на 744 година и отново през следващата година Ли Бо се среща с другия известен поет на епохата, Ду Фу. Това са единствените срещи между двамата. Запазени са десетина стихотворения на Ду Фу, посветени на Ли Бо, и само едно, посветено от Ли Бо на Ду Фу.

### Последни години
По-късно бива въвлечен във въстанието на Принц Лин и заточен в Yelang, Юннан (758 г.), но помилван преди още да пристигне там.
Ли Бо умира през 762 г., като се предполага, че се е удавил в река Яндзъ, падайки от своята лодка, докато пиянски се е опитвал да прегърне отражението на луната във водата.

## Наследство
Западният свят е запознат с произведенията му чрез свободните преводи от японски версии на стиховете му, направени от Езра Паунд (на английски: Ezra Pound).
Един от кратерите на планетата Меркурий – „Li Po“ (17,2° N 35,61° E, 109,63 km в диаметър), носи неговото име. В негова чест е издигнат паметник, западно от Мааншан.